# Піджин
Пі́джин (англ. pidgin, МФА: ['piʤin]) — загальна назва мов, які виникли в екстремальній ситуації міжетнічних контактів за гострої потреби досягти порозуміння. Для виникнення піджину, як правило, потрібно дві або більше мов.
Походження слова «піджин» неясне: відоме, що вперше воно з'явилося в пресі в 1876 році і його попередником був термін pidgeon English, можливо, пов'язаний з китайською вимовою англ. business (тобто «ділова англійська»).
Зазвичай піджинізовані мови виникали при контактах речників європейської цивілізації з колонізованими народами, або як лінгва-франка, — в результаті торговельних відносин. Як правило, ці утворення відрізняються примітивністю і залишаються лише засобами міжетнічного спілкування. Словниковий запас такої мови зазвичай не перевищує 1500 слів. Якщо піджин буде засвоєний дітьми і стане їх рідною мовою (як це відбувалось, наприклад, з дітьми рабів на плантаціях), він може розвинутись до стану креольської мови.
Прикладом піджину на слов'янській основі може виступити руссенорськ.
Експерти ООН з географічних назв визначають піджин (англ. pidgin) як відносно стійку форму мови, що розвинулась як допоміжна мова з обмеженим словником і областю застосування, граматика і фонологічна структура та стиль якого є простішими, ніж мови (мов), з яких він походить. 
Наприклад: Tok Pisin (неомеланезійський) на основі англійської мови; Bazaar Malay в Малайзії і Індонезії; Petit Mauresque (на основі французької мови в Північній Африці); Fanagaló (переважно на базі зулу, Південна Африка). 
Піджин, який стає рідною мовою лінгвістичної спільноти називається креольською  мовою.
Креольська мова (англ. creole) є стабільною формою мови, яка виникла від піджину або що склалася внаслідок змішування одної з європейських мов з мовою або мовами корінного населення та стала єдиною або основною мовою цієї лінгвістичної спільноти, наприклад: гаїтянська креольська  мова (на основі французької).

## Етимологія
Піджин походить від китайської вимови англійського слова business, і всі свідчення першої половини дев’ятнадцятого століття, наведені в третьому виданні Оксфордського словника англійської мови, означають «бізнес; дія, заняття або справа» ( найдавніше з 1807 р.). Термін pidgin English («ділова англійська мова»), вперше засвідчений у 1855 році, показує термін переходу до мови, а до 1860-х років лише термін pidgin міг позначати англійську мову підгін. Термін почали вживати у загальнішому лінгвістичному сенсі, представленому цією статтею, у 1870-х роках.
Популярною помилковою етимологією для піджина є англійський голуб, птах, який іноді вживають для передачі коротких письмових повідомлень, особливо в часи до сучасних телекомунікацій.